# Matt Sanders
Matt Sanders – australijski profesor psychologii klinicznej, dyrektor centrum wsparcia dla rodziców i rodziny na Uniwersytecie Queensland, profesor wizytujący na Uniwersytecie w Manchesterze, Uniwersytecie Karoliny Południowej, Uniwersytecie Glasgow i Uniwersytecie w Auckland, twórca i propagator programu antyporzemocowego Triple P.

## Życiorys
Przez ponad czterdzieści lat prowadził badania nad problematyką zachowania ludzi w okresie dzieciństwa, a także promował pozytywny wpływ środowiska rodzinnego na rozwój człowieka. Metoda Triple P jest używana w ponad 25 krajach, a jej zasady zostały przetłumaczone na 21 języków innych niż angielski. Przeszkolono w jej stosowaniu ponad 88.000 osób.
Jest autorem ponad 360 publikacji, w tym ponad 300 recenzowanych artykułów i jest autorem lub współautorem 62 książek, w tym publikacji Every Parent: A Positive Approach to Children's Behavior. Praca ta zainspirowała m.in. brytyjski serial Driving Mum and Dad Mad. Był konsultantem rządowym w Australii, Kanadzie, Wielkiej Brytanii, Irlandii, Szwajcarii, Nowej Zelandii, Singapurze, Japonii, Iranie, Niemczech, Francji, Szwecji, Belgii i Holandii, a także przy Światowej Organizacji Zdrowia i konsultantem-ekspertem ds. pozytywnego rodzicielstwa przy Radzie Europy.

## Nagrody
Otrzymał m.in.: 
- International Collaborative Prevention Research Award (od Society for Prevention Research w USA),
- Nagrodę Prezydenta za wybitny wkład w psychologię (od Australijskiego Towarzystwa Psychologicznego),
- Trailblazers Award (od Association for Behavioral and Cognitive Therapy)
- Nagrodę National Violence Prevention Award (od szefów rządów Australii)
- tytuł Queenslander of the Year
- Distinguished Career Award (od Australian Association for Cognitive Behavior Therapy)
- Order Australii (2020)[1].

## Rodzina
Jest żonaty i ma dwoje dorosłych dzieci.